# Хараики

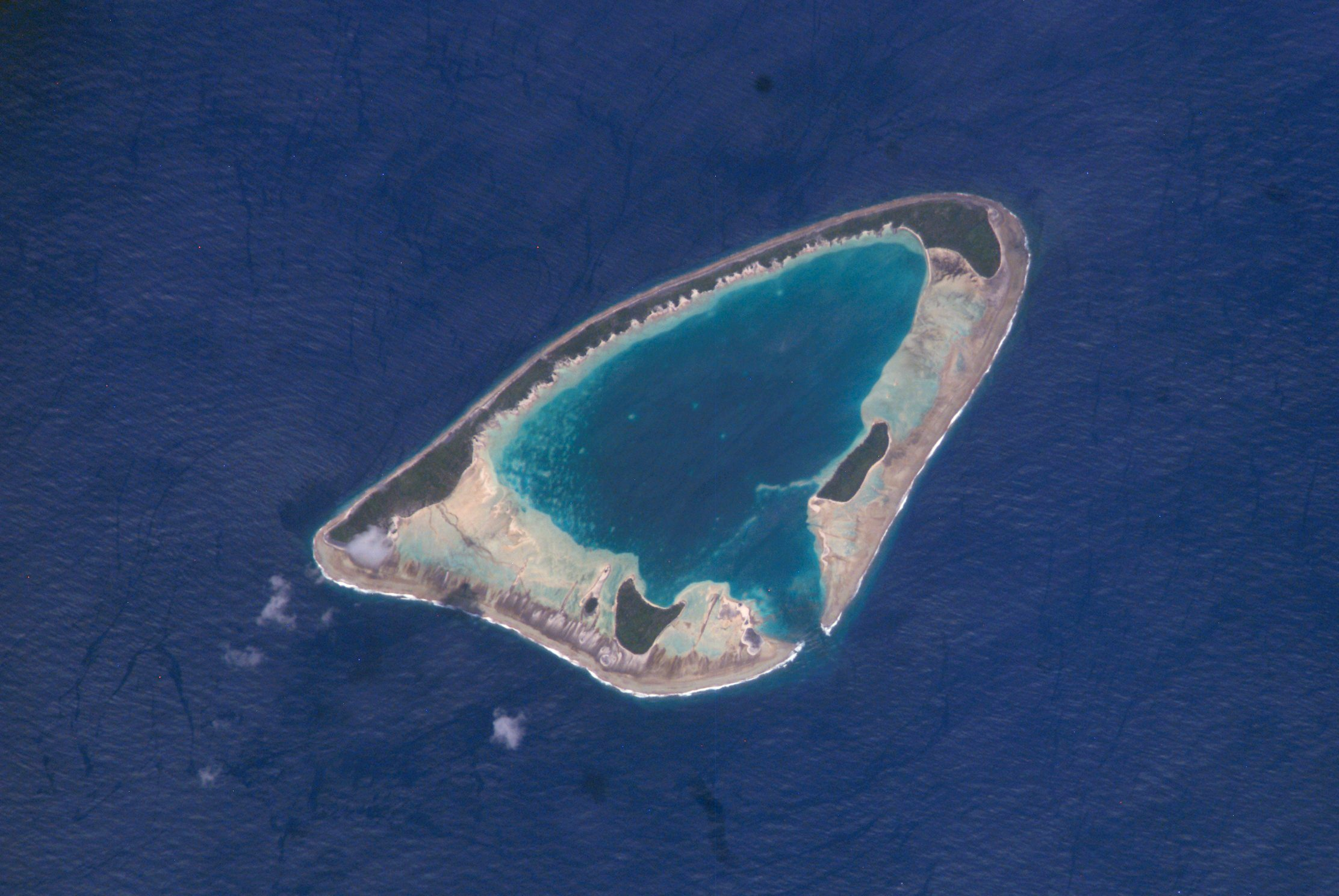
Космический снимок атолла.

Хараики (фр. Haraiki) — атолл в архипелаге Туамоту (Французская Полинезия). Находится в 42 км к юго-западу от атолла Северный Марутеа.

## География
Атолл по форме напоминает треугольник и состоит из 3 моту площадью 4 км². В центре расположена лагуна, соединённая с океаническими водами одним узким проливом.

## История
Хараики был открыт в 1768 году французским мореплавателем Луи Антуаном де Бугенвилем. Исторические названия атолла — Мараики, Хераики, Сан-Квентин, Крокер.

## Административное деление
Административно входит в состав коммуны Макемо.

## Население
В 2007 году остров был необитаем.